# Ozarba hemimelaena
Ozarba hemimelaena là một loài bướm đêm trong họ Noctuidae.